# المنزه (المغرب)
المنزه هي قرية وجماعة قروية تقع في عمالة الصخيرات تمارة بجهة الرباط سلا القنيطرة، المغرب، وبلغ عدد سكانها 11370 نسمة حسب الإحصاء العام للسكان والسكنى لسنة 2014.